# Nintendo Power
Nintendo Power – amerykański miesięcznik poświęcony głównie grom wideo wydanym przez lub na konsolę firmy Nintendo. Pierwszy numer pojawił się w sierpniu 1988 roku. Redaktorem naczelnym był Chris Slate. Ukazywał się do 2012 roku.